# The Naked Brothers Band
The Naked Brothers Band är en amerikansk TV-serie från 2007 från bolaget Nickelodeon.
Serien handlar om bröderna Nat och Alex Wolff (13 och 10 år gamla) som har ett band vid namn The Naked Brothers Band. TV-kameran följer Nat och Alex genom bland annat deras konserter, deras övningar, deras privatliv och där de växer upp. De som är med i The Naked Brothers Band är Nat Wolff, Alex Wolff, Michael Wolff, David Levi, Thomas Batuello, Qaasim Middelton, Cooper Pillot, Jesse Drape, Allie DiMeco och Rosalina.
Deras låtar har blivit mycket uppskattade av både äldre och yngre och några av de mest kända är Fishing for love och Motor Mouth.

## Skådespelare
- Nat Wolff spelar rollen som sig själv
- Alex Wolff spelar rollen som sig själv
- Thomas Batuello spelar rollen som sig själv
- Allie DiMeco spelar rollen som Rosalina
- David Levi spelar rollen som sig själv
- Qaasim Middleton spelar rollen som sig själv
- Thomas Batuello spelar rollen som sig själv
- Allie DiMeco spelar rollen som Rosalina
- David Levi spelar rollen som sig själv
- Michael Wolff spelar rollen som pappa